# Kapelle Gellendin

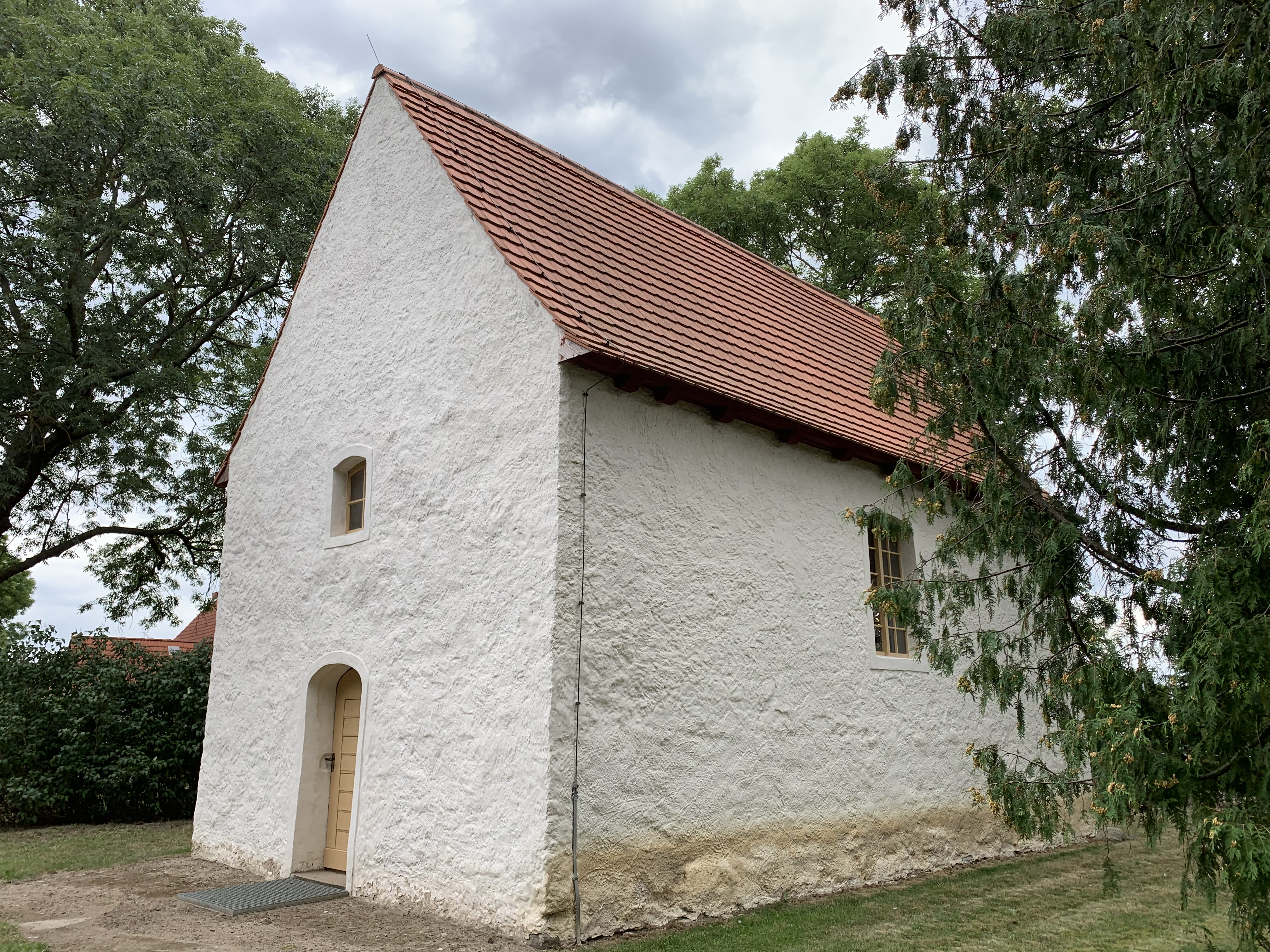
Kapelle Gellendin

Die evangelische Kapelle Gellendin ist eine Kapelle in Gellendin, einem Ortsteil der Stadt Anklam im Landkreis Vorpommern-Greifswald im Land Mecklenburg-Vorpommern. Die Kirchengemeinde gehört zur Propstei Pasewalk im Pommerschen Evangelischen Kirchenkreis der Evangelisch-Lutherischen Kirche in Norddeutschland.

## Lage
Die Dorfstraße führt aus allen vier Himmelsrichtungen auf den historischen Dorfkern zu. Die Kapelle steht nordwestlich dieser Kreuzung auf einem leicht erhöhten Grundstück mit einem Kirchfriedhof, der mit einer Hecke eingefriedet ist.

## Geschichte
Die Kirchengemeinde gibt an, dass das Bauwerk nach dem Dreißigjährigen Krieg errichtet wurde. Eine erste Erwähnung findet sich in der „Ausführlichen Beschreibung des gegenwärtigen Zustandes des königl. preußischen Herogthums Vor- und Hinterpommern“ aus dem Jahr 1779. Dort erscheint „Gellendin, in welchem eine Kapelle ist“. Fabri ergänzt im Jahr 1793 in seiner „Geographie für alle Stände“, das „Gellendin, (letzteres) mit einer Kapelle, ist zu Pelsin eingepfarrt“ sei. Das Bauwerk wurde Anfang des 21. Jahrhunderts mit Unterstützung einer Stiftung aus Hamburg saniert.

## Baubeschreibung

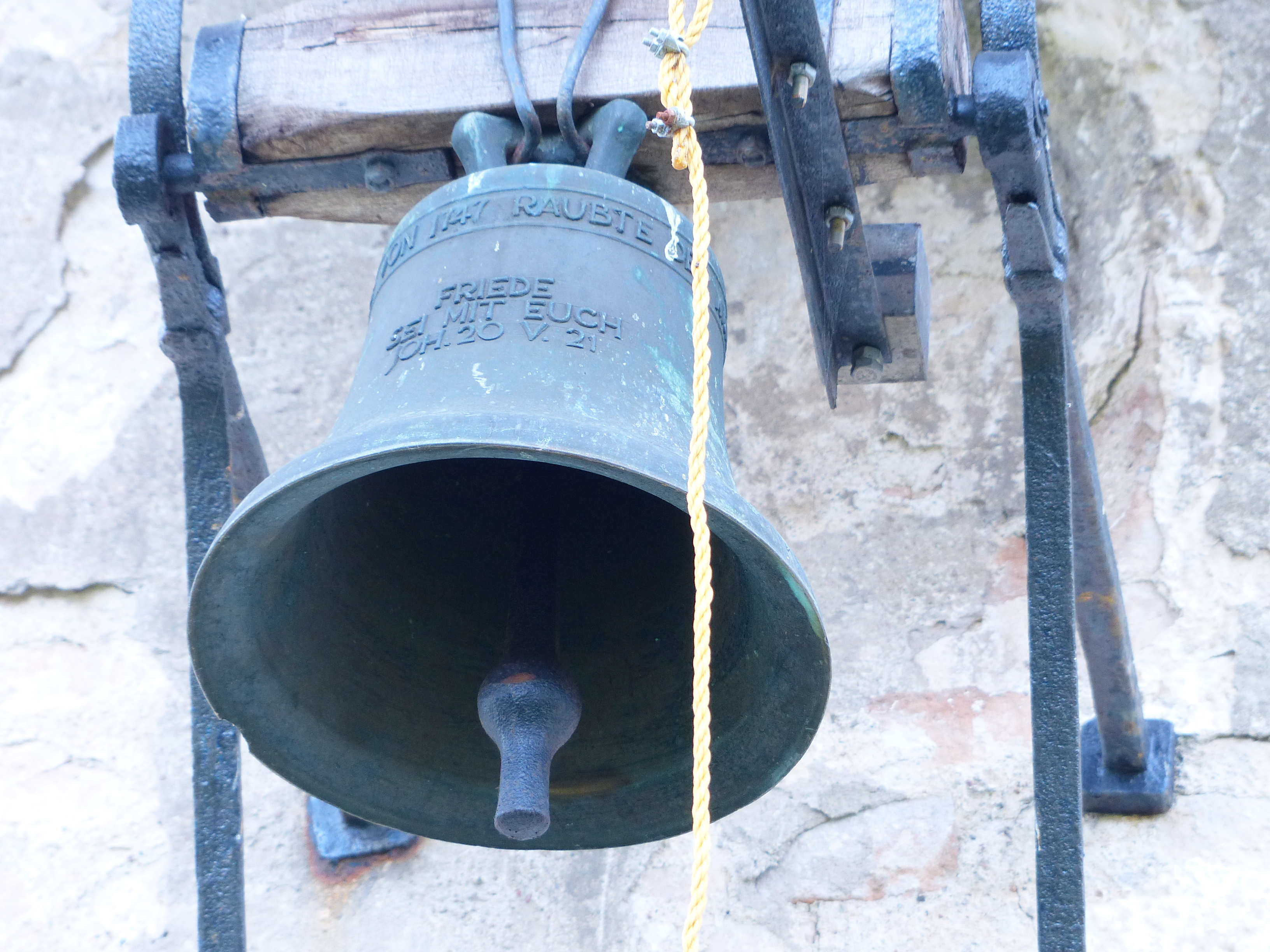
Geläut

Das Bauwerk mit einem rechteckigen Grundriss entstand im Wesentlichen aus Mischmauerwerk, das anschließend verputzt wurde. An der Ostwand ist ein bienenkorbförmiges Fenster. Darüber hängt im Giebel in einem kleinen Vorbau eine Glocke; dahinter sind drei gedrückt-segmentbogenförmige Blenden. An der Nordseite sind zwei kleine, ebenfalls gedrückt-segmentbogenförmige Fenster; an der Südseite ein großes Fenster. Der Zugang erfolgt von Westen her über eine schlichte Pforte, darüber ist ein weiteres Fenster. Die Kapelle trägt ein schlichtes Satteldach.

## Ausstattung
Die spätbarocke Kirchenausstattung wird von der Kirchengemeinde als „schlicht“ bezeichnet. Dazu zählen eine Kanzel, eine Westempore, das Gestühl sowie eine Altarschranke. Außerdem erinnert eine Gedenktafel an die Gefallenen aus dem Ersten Weltkrieg. Im Album pommerscher Bau- und Kunstdenkmäler aus dem Jahr 1899 wird außerdem von einer silbernen Oblatendose berichtet, die „unter den kirchlichen Geräthen der Provinz Pommern sehr selten vorkommt“. Im östlichen Giebel hängt eine Glocke aus Bronze, die ein Vorgängermodell aus dem Jahr 1747 ersetzt.